# Garść prochu
Garść prochu – brytyjski melodramat z 1988 roku na podstawie powieści Evelyna Waugha.

## Główne role
- James Wilby - Tony Last
- Kristin Scott Thomas - Brenda Last
- Rupert Graves - John Beaver
- Anjelica Huston - Pani Rattery
- Judi Dench - Pani Beaver
- Alec Guinness - Pan Todd

i inni

## Nagrody i nominacje
Oscary za rok 1988
- Najlepsze kostiumy – Jane Robinson (nominacja)